# 回歸光影頌
《回歸光影頌》，是香港電視廣播有限公司製作的「香港回歸25週年特別獻禮」電視劇集系列，一共有6套電視劇集，是《周年慶典節目巡禮2022》推介劇集系列之一，於2022年7月4日至7月29日逢星期一至星期五在翡翠台播出。

## 系列
| 首播日期      | 集數 | 劇集名稱     | 主要演員                                                                      | 編審          | 監製   | 備註         |
| ------------- | ---- | ------------ | ----------------------------------------------------------------------------- | ------------- | ------ | ------------ |
| 2022年7月4日  | 1    | 究竟天有幾高 | 姜大衞、龔嘉欣、林景程、阮政峰、黃浩霆、馬貫東、林凱恩                        | 黃偉強        | 羅永賢 |              |
| 2022年7月5日  | 1    | 母親的乒乓球       | 陳展鵬、陳自瑤、李欣禧                                                        | 冼翠貞        | 陳耀全 |              |
| 2022年7月6日  | 1    | 我的驕傲     | 陳山聰、唐詩詠、劉 丹、朱敏瀚、劉穎鏇、何遠東、趙希洛、黃建東、倪嘉雯、李紹堅 | 譚劍偉 梁恩東 | 文偉鴻 |              |
| 2022年7月7日  | 1    | 神奇的燈泡   | 周嘉洛、江嘉敏、鄭子誠、何依婷、李成昌、戴耀明                                | 鄭成武        | 陳維冠 |              |
| 2022年7月8日  | 1    | 曙光         | 何廣沛、陳曉華、白 彪、李成昌、楊玉梅、楊證樺、羅樂林、黃嘉雯                 | 張世昌        | 林志華 | 《回歸》前傳 |
| 2022年7月11日 | 15   | 回歸         | 郭晉安、陳 煒、吳偉豪、周嘉洛、戴祖儀、游嘉欣、徐 榮、陳嘉慧、白 彪、馬貫東   | 張世昌        | 林志華 | 《曙光》後續 |

## 劇中主要真實事件
雖然劇情與現實社會議題沒有直接關係，但是劇中不少情節都是根據現實中發生過的新聞事件加以改編。
- 2003年香港沙士
- 「自由行」計劃
- 2008年夏季奧林匹克運動會
- 2010年馬尼拉人質事件
- 2015年也門撤僑
- 中環蓮香樓結業
- 新型冠狀病毒疫情
- 2012東亞運動會
- 中國航天科技
- 1997年亞洲金融風暴
- 全球金融海嘯
- 2008年四川大地震
- 1997年香港回歸
- 臺灣手搖飲料店幸福堂侵權案

## 究竟天有幾高
由姜大衞及龔嘉欣領銜主演，並由林景程、阮政峰、黃浩霆、馬貫東及林凱恩聯合演出，編審黃偉強，監製羅永賢。

### 演員
| 演員           | 角色  | 暱稱／關係                                         |
| 姜大衛         | 榮    | 工業及系統工程學系講座教授兼副系主任／科研團隊主管 |
| 林靖文（童年） | 張 寧 | 研究生／科研人員 與徐家樂有感情線                  |
| 龔嘉欣         | 張 寧 | 研究生／科研人員 與徐家樂有感情線                  |

## 母親的
由陳展鵬及陳自瑤領銜主演，並由李欣禧聯合演出，編審冼翠貞，監製陳耀全。

### 演員
| 演員   | 角色   | 暱稱／關係                 |
| 陳展鵬 | 郭 一  | 球教練 余卓穎之教練        |
| 陳自瑤 | 江芷昕 | 單親媽媽 余卓穎之母 35歲   |
| 李欣禧 | 余卓穎 | 頴頴 江芷昕之女 郭一之學生 |

## 我的驕傲
由陳山聰及唐詩詠領銜主演，並由劉丹、朱敏瀚及劉穎鏇聯合演出，編審譚劍偉、梁恩東，監製文偉鴻。

### 演員
| 演員           | 角色   | 暱稱／關係                                                         |
| 陳山聰         | 葉國棟 | 國旗升旗手 孫卓嵐之夫 孫啟昌之女婿 葉家樑、葉嘉雯之父              |
| 唐詩詠         | 孫卓嵐 | 獸醫 葉國棟之妻 孫啟昌之女 葉家樑、葉嘉雯之母                      |
| 劉 丹          | 孫啟昌 | 孫卓嵐之父 葉國棟之岳父 葉家樑、葉嘉雯之外公                       |
| 何珀廉（童年） | 葉家樑 | 國旗升旗手 葉國棟、孫卓嵐之子 孫啟昌之外孫 葉嘉雯之兄              |
| 朱敏瀚         | 葉家樑 | 國旗升旗手 葉國棟、孫卓嵐之子 孫啟昌之外孫 葉嘉雯之兄              |
| （童年）       | 葉嘉雯 | 籃球員 葉國棟、孫卓嵐之女 孫啟昌之外孫 葉家樑之妹 角色原型為李祉均 |
| 劉穎鏇         | 葉嘉雯 | 籃球員 葉國棟、孫卓嵐之女 孫啟昌之外孫 葉家樑之妹 角色原型為李祉均 |

## 神奇的燈泡
由周嘉洛、江嘉敏及鄭子誠領銜主演，並由何依婷、李成昌及戴耀明聯合演出，編審鄭成武，監製陳維冠。

### 演員
| 演員   | 角色   | 暱稱／關係                              |
| 周嘉洛 | 周港康 | 外賣員，夢想是成為咖啡店老闆 黎湘文之夫 |
| 江嘉敏 | 黎湘文 | 外賣員、編劇 周港康之妻                 |
| 鄭子誠 | 鄭 忠  | 前酒店老闆、外賣員 孫嘉妍之夫           |
| 何依婷 | 郭祖兒 | 郭昌榮之孫女 假扮燈神                   |
| 李成昌 | 郭昌榮 | 郭祖兒之祖父                            |
| 戴耀明 | 戴盛華 | 外賣員，後為演員                        |

## 曙光
由何廣沛及陳曉華領銜主演，由白彪、李成昌、楊玉梅、楊證樺及羅樂林聯合演出，編審張世昌，監製林志華。

### 演員

#### 區家
| 演員           | 角色   | 暱稱／關係                                         |
| 陳念君         |        | 區耀祖之母                                         |
| 何珀廉（童年） | 區耀祖 | 粵德居老闆 鄧麗娟之夫，後離婚 區家謙、區家健之父   |
| 楊凱博（少年） | 區耀祖 | 粵德居老闆 鄧麗娟之夫，後離婚 區家謙、區家健之父   |
| 何廣沛         | 區耀祖 | 粵德居老闆 鄧麗娟之夫，後離婚 區家謙、區家健之父   |
| 周珈慜（童年） | 鄧麗娟 | 粵德居老闆娘 區耀祖之妻，後離婚 區家謙、區家健之母 |
| 劉芷玲（少年） | 鄧麗娟 | 粵德居老闆娘 區耀祖之妻，後離婚 區家謙、區家健之母 |
| 陳曉華         | 鄧麗娟 | 粵德居老闆娘 區耀祖之妻，後離婚 區家謙、區家健之母 |
| 何鈞皓         | 區家謙 | 區耀祖、鄧麗娟之長子 區家健之兄                    |
| 陳俊熹         | 區家健 | 區耀祖、鄧麗娟之幼子 區家謙之弟                    |

### 粵德居
| 演員   | 角色   | 暱稱／關係                                  |
| 蔡國慶 | 謝錦元 | 老闆，後退休移民                            |
| 白 彪  | 雷 天  | 天叔 總廚 區耀祖之師父 患上急性中風，後康復 |
| 何廣沛 | 區耀祖 | 二廚，後與妻子一同接手粵德居 參見區家       |
| 陳曉華 | 鄧麗娟 | 與丈夫一同接手粵德居 參見區家               |
| 李成昌 | 甘展輝 | 員工 嚴惠梅之夫                             |
| 楊玉梅 | 嚴惠梅 | 員工 甘展輝之妻                             |
| 楊證樺 | 宋仁標 | 員工                                        |
| 魏惠文 | 楊國強 | 員工                                        |
| 張韡騰 | 周一鼎 | 員工                                        |

## 回歸
由郭晉安、陳煒、吳偉豪及周嘉洛領銜主演，並由戴祖儀、游嘉欣、徐榮、陳嘉慧、白彪及馬貫東聯合演出，並由汪明荃及石修特別客串演出，編審張世昌，監製林志華，同步製作的單元劇《曙光》是此劇的前傳。

### 演員表

#### 區家
| 演員           | 角色   | 暱稱／關係 |
| 何珀廉（童年） | 區耀祖 | 1970年出生 香港粵德居菜館老闆兼總廚，在西環營業 鄧麗娟之前夫，後被迫對立，於第15集復合 區家謙之父，因長期與其分隔兩地而與其關係疏離，後關係改善 區家健之父，在離婚後撫養區家健，但與其不和，後關係改善 凌巧瑤之養父，在其母親去世後收養其 在2003年曾感染沙士，後康復 於第1集登場，並反對區家健投身創科行業，後態度軟化並支持其 於第14集得知凌巧瑤出賣自己，於第15集原諒其 參見香港粵德居菜館 |
| 楊凱博（少年） | 區耀祖 | 1970年出生 香港粵德居菜館老闆兼總廚，在西環營業 鄧麗娟之前夫，後被迫對立，於第15集復合 區家謙之父，因長期與其分隔兩地而與其關係疏離，後關係改善 區家健之父，在離婚後撫養區家健，但與其不和，後關係改善 凌巧瑤之養父，在其母親去世後收養其 在2003年曾感染沙士，後康復 於第1集登場，並反對區家健投身創科行業，後態度軟化並支持其 於第14集得知凌巧瑤出賣自己，於第15集原諒其 參見香港粵德居菜館 |
| 何廣沛（青年） | 區耀祖 | 1970年出生 香港粵德居菜館老闆兼總廚，在西環營業 鄧麗娟之前夫，後被迫對立，於第15集復合 區家謙之父，因長期與其分隔兩地而與其關係疏離，後關係改善 區家健之父，在離婚後撫養區家健，但與其不和，後關係改善 凌巧瑤之養父，在其母親去世後收養其 在2003年曾感染沙士，後康復 於第1集登場，並反對區家健投身創科行業，後態度軟化並支持其 於第14集得知凌巧瑤出賣自己，於第15集原諒其 參見香港粵德居菜館 |
| 郭晉安         | 區耀祖 | 1970年出生 香港粵德居菜館老闆兼總廚，在西環營業 鄧麗娟之前夫，後被迫對立，於第15集復合 區家謙之父，因長期與其分隔兩地而與其關係疏離，後關係改善 區家健之父，在離婚後撫養區家健，但與其不和，後關係改善 凌巧瑤之養父，在其母親去世後收養其 在2003年曾感染沙士，後康復 於第1集登場，並反對區家健投身創科行業，後態度軟化並支持其 於第14集得知凌巧瑤出賣自己，於第15集原諒其 參見香港粵德居菜館 |
| 周珈慜（童年） | 鄧麗娟 | 1972年出生 內地粵德居飲食集團創辦人兼行政總裁 區耀祖之前妻，後因馬志圖所迫而被迫與其對立，但實際內心並不想與其對立，於第15集復合 區家謙之母，在離婚後撫養區家謙，但因忙於工作而對其缺乏關心 區家健之母，在離婚後因到內地發展而將年紀較小的區家健交給區耀祖撫養 於第1集登場，並與區家謙從內地返港 參見內地粵德居飲食集團 |
| 劉芷玲（少年） | 鄧麗娟 | 1972年出生 內地粵德居飲食集團創辦人兼行政總裁 區耀祖之前妻，後因馬志圖所迫而被迫與其對立，但實際內心並不想與其對立，於第15集復合 區家謙之母，在離婚後撫養區家謙，但因忙於工作而對其缺乏關心 區家健之母，在離婚後因到內地發展而將年紀較小的區家健交給區耀祖撫養 於第1集登場，並與區家謙從內地返港 參見內地粵德居飲食集團 |
| 陳曉華（青年） | 鄧麗娟 | 1972年出生 內地粵德居飲食集團創辦人兼行政總裁 區耀祖之前妻，後因馬志圖所迫而被迫與其對立，但實際內心並不想與其對立，於第15集復合 區家謙之母，在離婚後撫養區家謙，但因忙於工作而對其缺乏關心 區家健之母，在離婚後因到內地發展而將年紀較小的區家健交給區耀祖撫養 於第1集登場，並與區家謙從內地返港 參見內地粵德居飲食集團 |
| 陳 煒          | 鄧麗娟 | 1972年出生 內地粵德居飲食集團創辦人兼行政總裁 區耀祖之前妻，後因馬志圖所迫而被迫與其對立，但實際內心並不想與其對立，於第15集復合 區家謙之母，在離婚後撫養區家謙，但因忙於工作而對其缺乏關心 區家健之母，在離婚後因到內地發展而將年紀較小的區家健交給區耀祖撫養 於第1集登場，並與區家謙從內地返港 參見內地粵德居飲食集團 |
| 何鈞皓（童年） | 區家謙 | 1996年出生 Heptus公司主席兼行政總裁／大灣區青年創業比賽冠軍兼導師 區耀祖之長子，與父親區耀祖關係疏離，後關係改善 鄧麗娟之長子，在父母離婚後隨母親鄧麗娟到內地生活 區家健之兄，與其關係疏離及不和，後和好 於第1集登場，並與鄧麗娟從內地返港 於第7集與區家健和好，後查出真正想挖走羅豐年的人為馬志圖 於第10集與區家健及張萊駭入馬志圖的手機，後被對方發現 於第15集用元宇宙協助區耀祖及鄧麗娟和好 參見Heptus Tech 公司／大灣區青年創業比賽 |
| 吳偉豪         | 區家謙 | 1996年出生 Heptus公司主席兼行政總裁／大灣區青年創業比賽冠軍兼導師 區耀祖之長子，與父親區耀祖關係疏離，後關係改善 鄧麗娟之長子，在父母離婚後隨母親鄧麗娟到內地生活 區家健之兄，與其關係疏離及不和，後和好 於第1集登場，並與鄧麗娟從內地返港 於第7集與區家健和好，後查出真正想挖走羅豐年的人為馬志圖 於第10集與區家健及張萊駭入馬志圖的手機，後被對方發現 於第15集用元宇宙協助區耀祖及鄧麗娟和好 參見Heptus Tech 公司／大灣區青年創業比賽 |
| 陳俊熹（童年） | 區家健 | 1998年出生 香港粵德居菜館少東／電腦維修店老闆／程式設計員／大灣區青年創業比賽參賽者 區耀祖之幼子，在父母離婚後跟父親區耀祖留港生活，與其不和，後關係改善 鄧麗娟之幼子，並不滿鄧麗娟迫區耀祖放棄粵德居商標 區家謙之弟，與其關係疏離及不和，後和好 陳智斌、關東海之好友 曾研發求救程式，後用此程式參加大灣區青年創業比賽 於第1集登場 於第2集開始參加大灣區青年創業比賽 於第3集退出比賽，後決定繼續參賽 於第7集與區家謙和好 於第8集創建元宇宙粵德居 於第10集與區家謙及張萊駭入馬志圖的手機，後被對方發現 於第15集用元宇宙協助區耀祖及鄧麗娟和好 參見香港粵德居菜館／大灣區青年創業比賽 |
| 周嘉洛         | 區家健 | 1998年出生 香港粵德居菜館少東／電腦維修店老闆／程式設計員／大灣區青年創業比賽參賽者 區耀祖之幼子，在父母離婚後跟父親區耀祖留港生活，與其不和，後關係改善 鄧麗娟之幼子，並不滿鄧麗娟迫區耀祖放棄粵德居商標 區家謙之弟，與其關係疏離及不和，後和好 陳智斌、關東海之好友 曾研發求救程式，後用此程式參加大灣區青年創業比賽 於第1集登場 於第2集開始參加大灣區青年創業比賽 於第3集退出比賽，後決定繼續參賽 於第7集與區家謙和好 於第8集創建元宇宙粵德居 於第10集與區家謙及張萊駭入馬志圖的手機，後被對方發現 於第15集用元宇宙協助區耀祖及鄧麗娟和好 參見香港粵德居菜館／大灣區青年創業比賽 |
| 陳嘉慧         | 凌巧瑤 | 香港粵德居菜館兼職員工／大灣區青年創業比賽參賽者 其母親為粵德居伙計 區耀祖之養女，在母親去世後被其收養 區家健之養妹 個性單純，並被馬志圖利用對付區耀祖 於第1集登場 於第2集開始參加大灣區青年創業比賽 於第14集交代被馬志圖利用獲取有關區耀祖父子及粵德居官司的情報，於同集發現自己被欺騙，並被粵德居眾人得知此事 於第15集企圖服藥自殺，後被區家健、陳智斌及關東海發現，因及時送院而獲救，後獲區耀祖原諒 參見香港粵德居菜館／大灣區青年創業比賽 |

#### 香港粵德居菜館
- 於第10集關閉，於第15集重新營業，並加盟內地粵德居飲食集團，但沿用舊有的經營方針

| 演員   | 角色   | 暱稱／關係 |
| 郭晉安 | 區耀祖 | 祖哥 老闆兼總廚，並為員工提供食宿 雷天之徒弟 羅豐年之師父，在感染沙士期間曾獲其兄長治療，在對方感染沙士病逝後收留羅豐年 於第1集被鄧麗娟邀請加盟內地粵德居飲食集團，後拒絕其 於第2集被鄧麗娟發律師信及被要求在七日內停用粵德居招牌 於第5集與鄧麗娟談判，後被其收回談判條件 於第10集獲馬志圖開出二百萬支票及被要求改招牌，後拒絕其，於同集被馬志圖用宋仁標毆打其的影片要脅，放棄爭奪粵德居招牌，並關閉粵德居 於第12集決定重新與粵德居集團打官司 於第13集在開庭前從馬志圖口中得知鄧麗娟禁止區家健使用粵德居名字後掌摑鄧麗娟，並被其控告蓄意傷人，後被拘留 於第14集在官司敗訴後暈倒，在送院後甦醒 參見區家 |
| 白 彪  | 雷 天  | 天叔 顧問兼前主廚 區耀祖之師父，經常在區耀祖及區家健出現矛盾和吵架時幫助緩和關係 於第1集登場 |
| 馬貫東 | 羅豐年 | 年哥 主廚 區耀祖之徒弟，經常在區耀祖及區家健出現矛盾和吵架時幫助緩和關係 羅醫生之弟 於第1集登場 於第6集被五星級酒店邀請跳槽，後於第7集決定留在粵德居，最後得知背後投資者為馬志圖 |
| 李成昌 | 甘展輝 | 甘叔 員工 嚴惠梅之夫 於第1集登場，並被提及經常在區耀祖及區家健出現矛盾和吵架時幫助緩和關係 於第12集阻止宋仁標在粵德居集團分店扔擲汽油彈，並勸其自首 |
| 楊玉梅 | 嚴惠梅 | 梅姐 員工 甘展輝之妻 於第1集登場，並被提及經常在區耀祖及區家健出現矛盾和吵架時幫助緩和關係 |
| 楊證樺 | 宋仁標 | 標哥 員工 於第1集登場 於第10集毆打馬志圖，但被對方的行車記錄儀錄下 於第12集企圖在粵德居集團分店扔擲汽油彈，但被甘展輝阻止，於同集向警方自首承認自己毆打馬志圖，於第13集被判入獄 |
| 魏惠文 | 楊國強 | 員工 於第1集登場 |
| 張韡騰 | 周一鼎 | 員工 於第1集登場 |
| 周嘉洛 | 區家健 | 少東 參見區家／大灣區青年創業比賽 |
| 陳嘉慧 | 凌巧瑤 | 兼職員工 參見區家／大灣區青年創業比賽 |

#### 內地粵德居飲食集團
| 演員   | 角色   | 暱稱／關係 |
| 石 修  | 鄭智和 | 本劇終極大反派之一 鄭主席、Dr. Cheng 醫生／主席兼最大股東 Shirley之夫 與馬志圖勾結及洗黑錢，並利用粵德居集團作掩飾 於第6集登場，後表態支持馬志圖與粵德居打官司，並將打官司之事全權交給馬志圖負責 於第13集出席粵德居集團香港分店開幕儀式 於第14集在粵德居集團官司勝訴後成功獲得粵德居命名權，並要求其投資區家謙公司的NFT元宇宙項目 於第15集因涉嫌NFT網絡詐騙及洗黑錢而被警方財富情報及調查科拘捕 （特別客串演出） |
| 陳 煒  | 鄧麗娟 | 娟姐 創辦人、行政總裁兼股東 馬志圖之生意夥伴，後反目 Shirley之好友 於第1集因集團即將在香港啟德郵輪碼頭開設分店而返港，並邀請區耀祖加盟，後被其拒絕 於第2集向區耀祖發律師信，要求其在七日內停用粵德居招牌 於第4集被提及在與區耀祖離婚後到內地發展，並成立內地粵德居飲食集團及在國內開設多家分店 於第5集與區耀祖談判，後收回談判條件 於第7集因鄭智和支持馬志圖與粵德居打官司而被架空 於第11集向鄭智和認錯，以重新獲得其信任 於第12集將宋仁標毆打馬志圖一事告知甘展輝，並讓其勸宋仁標自首，令區耀祖繼續打官司 於第13集出席粵德居集團香港分店開幕儀式，後向Chicken Winner發警告信，要求其參賽項目在七日內停用粵德居名字，於同集在開庭前因被區耀祖掌摑而控告其蓄意傷人 於第14集在粵德居集團官司勝訴後被鄭智和罷免行政總裁職位，於同集交代其與區家謙及區家健用反間計吸引馬志圖投資區家謙公司的NFT元宇宙項目，以駭入馬志圖的電腦，尋找其洗黑錢的證據 於第15集重新接任集團行政總裁職位，於同集宣布香港粵德居加盟粵德居集團，但沿用舊有的經營方針 參見區家 |
| 徐 榮  | 馬志圖 | 本劇終極大反派之一 大股東／創尼鉅亨基金行政總裁／大灣區青年創業比賽導師 鄧麗娟之生意夥伴，後反目 為商業利益而不擇手段，並反對鄧麗娟與區耀祖調解，主張與區耀祖打官司 借用鄧麗娟的名義，利用凌巧瑤獲取有關區耀祖父子及粵德居官司的情報 與鄭智和勾結及洗黑錢，並利用粵德居集團作掩飾 於第1集登場 於第2集向鄧麗娟施壓，要求其向區耀祖發律師信，迫使其停用粵德居招牌 於第5集反對鄧麗娟與區耀祖的談判條件，並透露區家健可能在創業比賽作弊 於第10集開出二百萬支票，要求區耀祖改招牌，但遭其拒絕，於同集被宋仁標毆打，並利用該影片要脅區耀祖放棄爭奪粵德居招牌 於第13集出席粵德居集團香港分店開幕儀式 於第14集交代其利用凌巧瑤對付區耀祖，於同集接替鄧麗娟行政總裁一職，並利用區家謙公司的NFT元宇宙項目協助自己及鄭智和洗黑錢 於第15集因涉嫌NFT網絡詐騙及洗黑錢而被警方財富情報及調查科拘捕，後禁止區家謙及Chicken Winner的NFT元宇宙項目繼續發展 參見大灣區青年創業比賽                                                                                   |
| 魯振順 |        | 股東 於第15集表態支持鄧麗娟重新接任集團行政總裁職位（第6－7、12－13、15集） |
| 陳榮峻 |        | 股東 於第15集表態支持鄧麗娟重新接任集團行政總裁職位（第6－7、12－13、15集） |
| 鄭啟泰 |        | 股東 於第15集表態支持鄧麗娟重新接任集團行政總裁職位（第6－7、12－13、15集） |
| 李漫芬 | Fanny  | 公關部員工（第12－13、15集） |
| 曾文心 | Connie | 鄧麗娟之助手，替其調查馬志圖洗黑錢一事 |
| 區俊賢 |        | 馬志圖之助手 |
| 李芷晴 | Laura  | 鄭智和之秘書（第6、11集） |
| 余應彤 |        | 鄭智和之助手（第6、12－14集） |
| 周嘉全 |        | 馬志圖之助手（第8、13－14集） |
| 莫韻諰 |        | Fanny之助手（第12－13、15集） |

#### Heptus Tech 公司
| 演員   | 角色    | 暱稱／關係 |
| 吳偉豪 | 區家謙  | 公司主席兼行政總裁 安若彤之老闆，後為其暗戀對象及與其有感情線，於第15集成為其男友 阿希之老闆，後被其出賣 於第2集聘用安若彤擔任其私人助理 於第11集因原始碼外洩而將安若彤停職 於第12集就停職一事向安若彤道歉，並打算將其復職，但遭其婉拒 於第14集獲馬志圖投資其公司的NFT元宇宙項目，於同集交代其與區家健協助鄧麗娟用反間計，使馬志圖投資其公司的NFT元宇宙項目，以駭入其電腦，尋找其洗黑錢的證據 參見區家／大灣區青年創業比賽 |
| 游嘉欣 | 安若彤  | 前空中服務員／私人助理／大灣區青年創業比賽參賽者 區家謙之私人助理，後暗戀其及與其有感情線，於第15集成為其女友 於第1集登場，並被航空公司解僱 於第2集被區家謙聘用為私人助理，後開始自修資訊科技及程式設計 於第8集協助公司找到客戶保安系統的漏洞 於第11集因原始碼外洩而被區家謙停職 於第12集因計劃在資訊科技界發展而向區家謙辭職 參見大灣區青年創業比賽                                                                       |
| 梁証嘉 | 阿 希   | 本劇反派 經理 於第12集被揭發入侵安若彤的電腦及將原始碼外洩 |
| 羅永健 | Andy    | 程式員 |
| 陳俊堅 | Johnson | 程式員 |
| 蔡菀庭 |         | 程式員 |
| 黃浩霆 |         | 程式員 |
| 邵展鵬 |         | 程式員 |
| 林家樂 |         | 程式員 |
| 鍾天濠 |         | 程式員 |

### 大灣區青年創業比賽

#### 評判及導師
| 演員   | 角色   | 暱稱／關係 |
| 汪明荃 | 鍾慧芬 | 永遠榮譽主席兼總評判 於第2集登場 於第15集協助鄧麗娟，藉表態有意投資元宇宙項目，以吸引馬志圖投資區家謙公司的NFT元宇宙項目，於同集向Chicken Winner眾成員介紹內地非牟利機理事會，讓其項目能在大灣區發展 （特別客串演出）                                      |
| 張國強 | 胡國明 | 主席兼評判 於第2集登場 於第7集宣布取消SoSo Team的參賽資格，並將各隊票數還原及公開 於第13集勸Chicken Winner放棄在參賽作品使用粵德居名字 |
| 陳嘉輝 | 陳信力 | 評判 |
| 潘芳芳 | 楊美偲 | 評判 |
| 區靄玲 | 王宛欣 | 評判 |
| 黃子雄 | 馬展林 | 評判 |
| 吳偉豪 | 區家謙 | 區Sir 導師 於第2集起擔任Chicken Winner之導師 於第5集在得知區家健可能在比賽作弊後擅自調查其電腦，後被其發現 於第6集就僱用水軍之事作出調查，並發現對方入侵粵德居集團的伺服器修改票數 於第9集被警方要求到警署協助調查NFT網絡詐騙案 參見區家／Heptus Tech 公司 |
| 徐 榮  | 馬志圖 | 馬Sir 導師 於第2集起擔任Decacorn之導師 於第9集將張萊涉嫌NFT網絡詐騙一事告知主席，並取消其參賽資格 參見內地粵德居飲食集團 |
| 姚亦澧 | 蕭偉一 | 導師 |
| 翟威廉 | 洪嘉成 | 導師 |
| 劉嘉琪 | 葉可儀 | 導師 |

#### 參賽者
| 演員   | 角色   | 暱稱／關係 |
| 周嘉洛 | 區家健 | 程式設計員／參賽者 Chicken Winner隊長，後為隊員 參賽作品為求救程式 張萊之競爭對手兼鬥氣冤家，後與其有感情線，於第15集成為其男友 陳智斌、關東海之好友 於第5集被懷疑僱用水軍為參賽影片刷點擊率，於同集發現區家謙擅自調查其電腦 於第6集為證明自己清白而與張萊調查僱用水軍一事，於同集在追捕Billy為救張萊而跳海，因不懂游泳而溺水，後被張萊救起 於第7集在天使回合以次名晉級，於同集起冒用區家謙的身分與張萊網上聊天 於第8集創建元宇宙粵德居，並將其融入參賽程式 於第9集被警方要求到警署協助調查NFT網絡詐騙案 於第11集協助張萊尋找NFT網站證據，並邀請其加入Chicken Winner 於第13集在種子回合晉級，於同集被鄧麗娟發警告信，被要求其參賽項目在七日內停用粵德居名字 於第14集交代其與區家謙協助鄧麗娟用反間計，使馬志圖投資區家謙公司的NFT元宇宙項目，以駭入其電腦，尋找其洗黑錢的證據 於第15集因其NFT元宇宙項目被馬志圖禁止而退出比賽，最後榮幸獲得機會在內地大灣區繼續發展其NFT元宇宙項目 參見區家／香港粵德居菜館 |
| 戴祖儀 | 張 萊  | Future 原名朱阿妹，暱稱猪妹 程式設計員／參賽者 Decacorn隊長，於第9集被踢出隊，後於第11集加入Chicken Winner，並成為隊長 參賽作品為翻譯程式 區家健之競爭對手兼鬥氣冤家，後與其有感情線，於第15集成為其女友 安若彤之大學室友兼好友 於第1集登場 於第6集就僱用水軍一事而暗中調查所有參賽者的電腦，於同集在追捕Billy時墮海，因懂得游泳而無大礙，並救起不懂游泳的區家健 於第7集在天使回合以首名晉級，於同集起冒用安若彤的身分與區家健網上聊天 於第9集被人公開黑歷史照片，並認定是區家健所為，於同集因涉嫌NFT網絡詐騙而被警方拘捕，後獲保釋，但被取消參賽資格及被踢出Decacorn 於第10集協助區家健及區家謙駭入馬志圖的電話，後被對方發現 於第11集加入Chicken Winner，並成為隊長，後得知公開自己黑歷史照片的人為方佑俊并掌摑其 於第13集在種子回合晉級 於第15集因其NFT元宇宙項目被馬志圖禁止而退出比賽，最後榮幸獲得機會在內地大灣區繼續發展其NFT元宇宙項目 角色名字諧音：將來                                          |
| 游嘉欣 | 安若彤 | 參賽者 Chicken Winner隊員 張萊之大學室友 於第13集因Chicken Winner眾成員食物中毒而代替他們向投資者匯報，並加入Chicken Winner，後在種子回合晉級 於第15集因其NFT元宇宙項目被馬志圖禁止而退出比賽，最後榮幸獲得機會在內地大灣區繼續發展其NFT元宇宙項目 參見Heptus Tech 公司 |
| 陳嘉慧 | 凌巧瑤 | 參賽者 Chicken Winner隊員 參賽作品為求救程式 於第7集在天使回合以次名晉級 於第9集被警方要求到警署協助調查NFT網絡詐騙案 於第13集在種子回合晉級 於第15集因其NFT元宇宙項目被馬志圖禁止而退出比賽，最後榮幸獲得機會在內地大灣區繼續發展其NFT元宇宙項目 參見區家／香港粵德居菜館 |
| 林正峰 | 陳智斌 | 參賽者 Chicken Winner隊員 參賽作品為求救程式 區家健之好友 於第7集在天使回合以次名晉級 於第9集被警方要求到警署協助調查NFT網絡詐騙案 於第13集在種子回合晉級 於第15集因其NFT元宇宙項目被馬志圖禁止而退出比賽，最後榮幸獲得機會在內地大灣區繼續發展其NFT元宇宙項目 |
| 林智樂 | 關東海 | 參賽者 Chicken Winner隊員 參賽作品為求救程式 區家健之好友 於第7集在天使回合以次名晉級 於第9集被警方要求到警署協助調查NFT網絡詐騙案 於第13集在種子回合晉級 於第15集因其NFT元宇宙項目被馬志圖禁止而退出比賽，最後榮幸獲得機會在內地大灣區繼續發展其NFT元宇宙項目 |
| 孫漢霖 | 方佑俊 | 本劇大反派 程式設計員／參賽者 Decacorn隊員，後與張萊反目 參賽作品為翻譯程式 於第7集在天使回合以首名晉級 於第9集被警方要求到警署協助調查NFT網絡詐騙案 於第10集起擔任Decacorn新隊長 於第11集承認自己公開張萊的黑歷史照片，并被其掌摑 於第13集在種子回合晉級 |
| 周百恩 | 林德賢 | 本劇反派 程式設計員／參賽者 Decacorn隊員，後與張萊反目 參賽作品為翻譯程式 於第7集在天使回合以首名晉級 於第9集被警方要求到警署協助調查NFT網絡詐騙案 於第13集在種子回合晉級 |
| 黎瑞業 | 許耀峰 | 本劇反派 程式設計員／參賽者 Decacorn隊員，後與張萊反目 參賽作品為翻譯程式 於第7集在天使回合以首名晉級 於第9集被警方要求到警署協助調查NFT網絡詐騙案 於第13集在種子回合晉級 |
| 丘梓謙 | Billy  | 本劇反派 參賽者 SoSo Team隊長 於第6集在入侵粵德居集團的伺服器修改票數時被發現後逃走，最後被陳智斌及關東海制服 於第7集其隊伍被主席宣布取消參賽資格 |
| 蕭百成 |        | 參賽者 |
| 黎康祺 |        | 參賽者 |
| 阮嘉敏 |        | 參賽者 |
| 李鉅峰 |        | 參賽者 |
| 黎文傑 |        | 參賽者 |
| 蕭文諾 |        | 參賽者 |
| 文竣瑋 |        | 參賽者 |
| 鄔嘉駿 |        | 參賽者 |
| 蔡尚晉 |        | 參賽者 |
| 黃一鳴 |        | 參賽者 |
| 宋懿芳 |        | 參賽者 |
| 蔡景行 |        | 參賽者 |
| 葉衍佑 |        | 參賽者 |
| 吳洛汶 |        | 參賽者 |
| 黃瀅仴 |        | 參賽者 |
| 冼子筠 |        | 參賽者 |
| 吳兆麟 |        | 參賽者 |

## 歌曲

### 究竟天有幾高
| 主唱   | 歌曲                 | 作曲   | 填詞   | 編曲 | 監製 |
| 林子祥 | 究竟天有幾髙（插曲） | 林子祥 | 林振強 |      |      |

### 我的驕傲
| 主唱 | 歌曲                 | 作曲 | 填詞 | 編曲              | 監製 |
|      | 義勇軍進行曲（插曲） | 聶耳 | 田漢 | 阿隆·阿甫夏洛穆夫 |      |

### 曙光/回歸
| 主唱   | 歌曲                    | 作曲   | 填詞 | 編曲   | 監製 |
| 羅文   | 獅子山下（插曲(純音樂)) | 顧嘉煇 | 黃霑 | 顧嘉煇 |      |
| 炎明熹 | 一水兩方（主題曲）      | 劉易昇 | 楊熙 |        |      |

## 收視
| 集數   | 日期                   | 收視率 | 備註   |
| 1      | 2022年7月4日           | 17.3點 | [ 13 ] |
| 2      | 2022年7月5日           | 16.2點 |        |
| 3      | 2022年7月6日           | 15.9點 |        |
| 4      | 2022年7月7日           | 15.0點 |        |
| 5      | 2022年7月8日           | 15.0點 |        |
| 1－5   | 2022年7月4日－7月8日   | 15.9點 |        |
| 6－10  | 2022年7月11日－7月15日 | 17.2點 |        |
| 11－15 | 2022年7月18日－7月22日 |        |        |
| 16－20 | 2022年7月25日－7月29日 | 21.0點 | [ 14 ] |

## 獎項
| 年份 | 頒獎典禮             | 獎項名稱                | 入圍劇集                       | 入圍單位            | 結果     |
| 2023 | 萬千星輝頒獎典禮2022 | 最佳劇集                | 《回歸光影頌》                 | 不適用              | 提名     |
| 2023 | 萬千星輝頒獎典禮2022 | 最佳男主角              | 《究竟天有幾高》               | 姜大衞              | 提名     |
| 2023 | 萬千星輝頒獎典禮2022 | 最佳男主角              | 《母親的》                     | 陳展鵬              | 提名     |
| 2023 | 萬千星輝頒獎典禮2022 | 最佳男主角              | 《我的驕傲》                   | 陳山聰              | 提名     |
| 2023 | 萬千星輝頒獎典禮2022 | 最佳男主角              | 《神奇的燈泡》                 | 周嘉洛              | 提名     |
| 2023 | 萬千星輝頒獎典禮2022 | 最佳男主角              | 《曙光》                       | 何廣沛              | 提名     |
| 2023 | 萬千星輝頒獎典禮2022 | 最佳女主角              | 《究竟天有幾高》               | 龔嘉欣              | 提名     |
| 2023 | 萬千星輝頒獎典禮2022 | 最佳女主角              | 《母親的》                     | 陳自瑤              | 提名     |
| 2023 | 萬千星輝頒獎典禮2022 | 最佳女主角              | 《我的驕傲》                   | 唐詩詠              | 提名     |
| 2023 | 萬千星輝頒獎典禮2022 | 最佳女主角              | 《神奇的燈泡》                 | 江嘉敏              | 提名     |
| 2023 | 萬千星輝頒獎典禮2022 | 最佳女主角              | 《曙光》                       | 陳曉華              | 提名     |
| 2023 | 萬千星輝頒獎典禮2022 | 最受歡迎電視男角色      | 《究竟天有幾高》               | 榮 傑（姜大衞 飾）  | 提名     |
| 2023 | 萬千星輝頒獎典禮2022 | 最受歡迎電視男角色      | 《母親的》                     | 郭 一（陳展鵬 飾）  | 提名     |
| 2023 | 萬千星輝頒獎典禮2022 | 最受歡迎電視男角色      | 《我的驕傲》                   | 葉國棟（陳山聰 飾） | 提名     |
| 2023 | 萬千星輝頒獎典禮2022 | 最受歡迎電視男角色      | 《我的驕傲》                   | 葉家樑（朱敏瀚 飾） | 提名     |
| 2023 | 萬千星輝頒獎典禮2022 | 最受歡迎電視男角色      | 《神奇的燈泡》                 | 周港康（周嘉洛 飾） | 提名     |
| 2023 | 萬千星輝頒獎典禮2022 | 最受歡迎電視男角色      | 《神奇的燈泡》                 | 鄭 忠（鄭子誠 飾）  | 提名     |
| 2023 | 萬千星輝頒獎典禮2022 | 最受歡迎電視男角色      | 《曙光》                       | 區耀祖（何廣沛 飾） | 提名     |
| 2023 | 萬千星輝頒獎典禮2022 | 最受歡迎電視女角色      | 《究竟天有幾高》               | 張 寧（龔嘉欣 飾）  | 提名     |
| 2023 | 萬千星輝頒獎典禮2022 | 最受歡迎電視女角色      | 《母親的》                     | 江芷昕（陳自瑤 飾） | 提名     |
| 2023 | 萬千星輝頒獎典禮2022 | 最受歡迎電視女角色      | 《我的驕傲》                   | 孫卓嵐（唐詩詠 飾） | 提名     |
| 2023 | 萬千星輝頒獎典禮2022 | 最受歡迎電視女角色      | 《我的驕傲》                   | 葉嘉雯（劉穎鏇 飾） | 提名     |
| 2023 | 萬千星輝頒獎典禮2022 | 最受歡迎電視女角色      | 《神奇的燈泡》                 | 黎湘文（江嘉敏 飾） | 提名     |
| 2023 | 萬千星輝頒獎典禮2022 | 最受歡迎電視女角色      | 《曙光》                       | 鄧麗娟（陳曉華 飾） | 提名     |
| 2023 | 萬千星輝頒獎典禮2022 | 馬來西亞最喜愛TVB男主角 | 《究竟天有幾高》               | 姜大衞              | 提名     |
| 2023 | 萬千星輝頒獎典禮2022 | 馬來西亞最喜愛TVB男主角 | 《母親的》                     | 陳展鵬              | 提名     |
| 2023 | 萬千星輝頒獎典禮2022 | 馬來西亞最喜愛TVB男主角 | 《我的驕傲》                   | 陳山聰              | 提名     |
| 2023 | 萬千星輝頒獎典禮2022 | 馬來西亞最喜愛TVB男主角 | 《神奇的燈泡》                 | 周嘉洛              | 提名     |
| 2023 | 萬千星輝頒獎典禮2022 | 馬來西亞最喜愛TVB男主角 | 《曙光》                       | 何廣沛              | 提名     |
| 2023 | 萬千星輝頒獎典禮2022 | 馬來西亞最喜愛TVB女主角 | 《究竟天有幾高》               | 龔嘉欣              | 提名     |
| 2023 | 萬千星輝頒獎典禮2022 | 馬來西亞最喜愛TVB女主角 | 《母親的》                     | 陳自瑤              | 提名     |
| 2023 | 萬千星輝頒獎典禮2022 | 馬來西亞最喜愛TVB女主角 | 《我的驕傲》                   | 唐詩詠              | 提名     |
| 2023 | 萬千星輝頒獎典禮2022 | 馬來西亞最喜愛TVB女主角 | 《神奇的燈泡》                 | 江嘉敏              | 提名     |
| 2023 | 萬千星輝頒獎典禮2022 | 馬來西亞最喜愛TVB女主角 | 《曙光》                       | 陳曉華              | 提名     |
| 2023 | 萬千星輝頒獎典禮2022 | 最佳男配角              | 《我的驕傲》                   | 朱敏瀚              | 提名     |
| 2023 | 萬千星輝頒獎典禮2022 | 最佳男配角              | 《神奇的燈泡》                 | 鄭子誠              | 提名     |
| 2023 | 萬千星輝頒獎典禮2022 | 最佳女配角              | 《我的驕傲》                   | 劉穎鏇              | 提名     |
| 2023 | 萬千星輝頒獎典禮2022 | 飛躍進步男藝員          | 《究竟天有幾高》、《我的驕傲》 | 林景程              | 最後五強 |
| 2023 | 萬千星輝頒獎典禮2022 | 飛躍進步女藝員          | 《神奇的燈泡》                 | 何依婷              | 最後十強 |
| 2023 | 萬千星輝頒獎典禮2022 | 飛躍進步女藝員          | 《神奇的燈泡》                 | 江嘉敏              | 提名     |
| 2023 | 萬千星輝頒獎典禮2022 | 飛躍進步女藝員          | 《我的驕傲》                   | 劉穎鏇              | 最後五強 |

## 電視節目的變遷
| 香港 無綫電視翡翠台 星期一至五 20:30-21:30 | 香港 無綫電視翡翠台 星期一至五 20:30-21:30 | 香港 無綫電視翡翠台 星期一至五 20:30-21:30 |
| ------------------------------------------ | ------------------------------------------ | ------------------------------------------ |
|                                            | 回歸光影頌 （2022年7月4日－2022年7月29日） |                                            |
| 尚食 （2022年5月16日－2022年7月1日）       | 痞子殿下 （2022年8月1日－2022年9月2日）    |                                            |

| 马来西亚 Astro AOD、翡翠台 星期一至五 20:30－21:30  | 马来西亚 Astro AOD、翡翠台 星期一至五 20:30－21:30 | 马来西亚 Astro AOD、翡翠台 星期一至五 20:30－21:30 |
| --------------------------------------------------- | -------------------------------------------------- | -------------------------------------------------- |
|                                                     | 回歸光影頌 （2022年7月4日－2022年7月29日）         |                                                    |
| 骊歌行 （第1-34集） （2022年5月16日－2022年7月1日） | 痞子殿下 （2022年8月1日－2022年9月2日）            |                                                    |

| 美国 TVB1 星期一至五 黃金劇場 東岸時間 20:00－21:00 | 美国 TVB1 星期一至五 黃金劇場 東岸時間 20:00－21:00 | 美国 TVB1 星期一至五 黃金劇場 東岸時間 20:00－21:00 |
| --------------------------------------------------- | --------------------------------------------------- | --------------------------------------------------- |
|                                                     | 回歸光影頌 （2022年7月4日－2022年7月29日）          |                                                     |
| 尚食 （2022年5月16日－2022年6月30日）               | 痞子殿下 （2022年8月1日－2022年9月2日）             |                                                     |

| 新加坡 翡翠台 星期一至五 20:30－21:30 | 新加坡 翡翠台 星期一至五 20:30－21:30      | 新加坡 翡翠台 星期一至五 20:30－21:30 |
| ------------------------------------- | ------------------------------------------ | ------------------------------------- |
|                                       | 回歸光影頌 （2022年7月4日－2022年7月29日） |                                       |
| 尚食 （2022年5月16日－2022年7月1日）  | 痞子殿下 （2022年8月1日－2022年9月2日）    |                                       |

| 翡翠台香港時區 星期一至五 20:30－21:30        | 翡翠台香港時區 星期一至五 20:30－21:30     | 翡翠台香港時區 星期一至五 20:30－21:30 |
| --------------------------------------------- | ------------------------------------------ | -------------------------------------- |
|                                               | 回歸光影頌 （2022年7月4日－2022年7月29日） |                                        |
| 機動部隊2019 （2022年6月29日－2022年6月30日） | 痞子殿下 （2022年8月1日－2022年9月2日）    |                                        |

| 加拿大 新時代電視2高清台 西岸時間／溫哥華 星期一至五 16:30－17:30 | 加拿大 新時代電視2高清台 西岸時間／溫哥華 星期一至五 16:30－17:30 | 加拿大 新時代電視2高清台 西岸時間／溫哥華 星期一至五 16:30－17:30 |
| ----------------------------------------------------------------- | ----------------------------------------------------------------- | ----------------------------------------------------------------- |
|                                                                   | 回歸光影頌 （2022年7月4日－2022年7月29日）                        |                                                                   |
| 尚食 （2022年5月16日－2022年7月1日）                              | 痞子殿下 （2022年8月1日－2022年9月2日）                           |                                                                   |
| 東岸時間／多倫多 星期一至五 19:30－20:30                          |                                                                   |                                                                   |
| 尚食 （2022年5月16日－2022年7月1日）                              | 回歸光影頌 （2022年7月4日－2022年7月29日）                        | 痞子殿下 （2022年8月1日－2022年9月2日）                           |

| 澳洲 翡翠台 星期二至六 20:30－21:30  | 澳洲 翡翠台 星期二至六 20:30－21:30        | 澳洲 翡翠台 星期二至六 20:30－21:30 |
| ------------------------------------ | ------------------------------------------ | ----------------------------------- |
|                                      | 回歸光影頌 （2022年7月4日－2022年7月29日） |                                     |
| 尚食 （2022年5月16日－2022年7月1日） | 痞子殿下 （2022年8月2日－2022年9月3日）    |                                     |

## 外部連結
- 《回歸光影頌》 回望香港25年起跌與蛻變 - TVB Weekly （页面存档备份，存于）